# Varà de manglar
Varanus indicus és una espècie de sauròpsid (rèptil) escatós de la família dels varànids àmpliament distribuït al nord d'Austràlia, Nova Guinea, les Illes Salomó, les Illes Marshall, Illes Carolines i les Illes Mariannes. Assoleix longituds d'1,1 a 1,2 metres.

## Taxonomia
Varanus indicus ser descrit per primera vegada per l'herpetòleg francès François Marie Daudin en 1802. L'holotip original de Daudin d'un espècimen jove es va recollir a Ambon, Indonèsia, i ha desaparegut del museu de París. El nom original de Daudin per l'espècie era Tupinambis indicus, una denominació que portaria durant 75 anys fins que va ser rebatejat com Varanus.
El nom del gènere Varanus deriva de la paraula àrab waral (ورل), que es tradueix a l'anglès com "monitor." El seu nom específic, «indicus» és el nom llatí per al país de l'Índia, però, en aquest cas es refereix a Indonèsia o de les Índies Orientals, on va ser descrit per primer cop l'animal.
Degut a la seva àmplia distribució geogràfica, Varanus indicus és considerat un complex d'espècies críptiques d'almenys quatre espècies:. Varanus indicus, Varanus doreanus,Varanus spinulosus i Varanus jobiensis. S'està investigant més sobre possibles espècies futures dins d'aquest complex, no és d'estranyar, ja que ha tingut més de 25 noms científics diferents, des que fou descrita per primer cop.

## Anatomia i morfologia

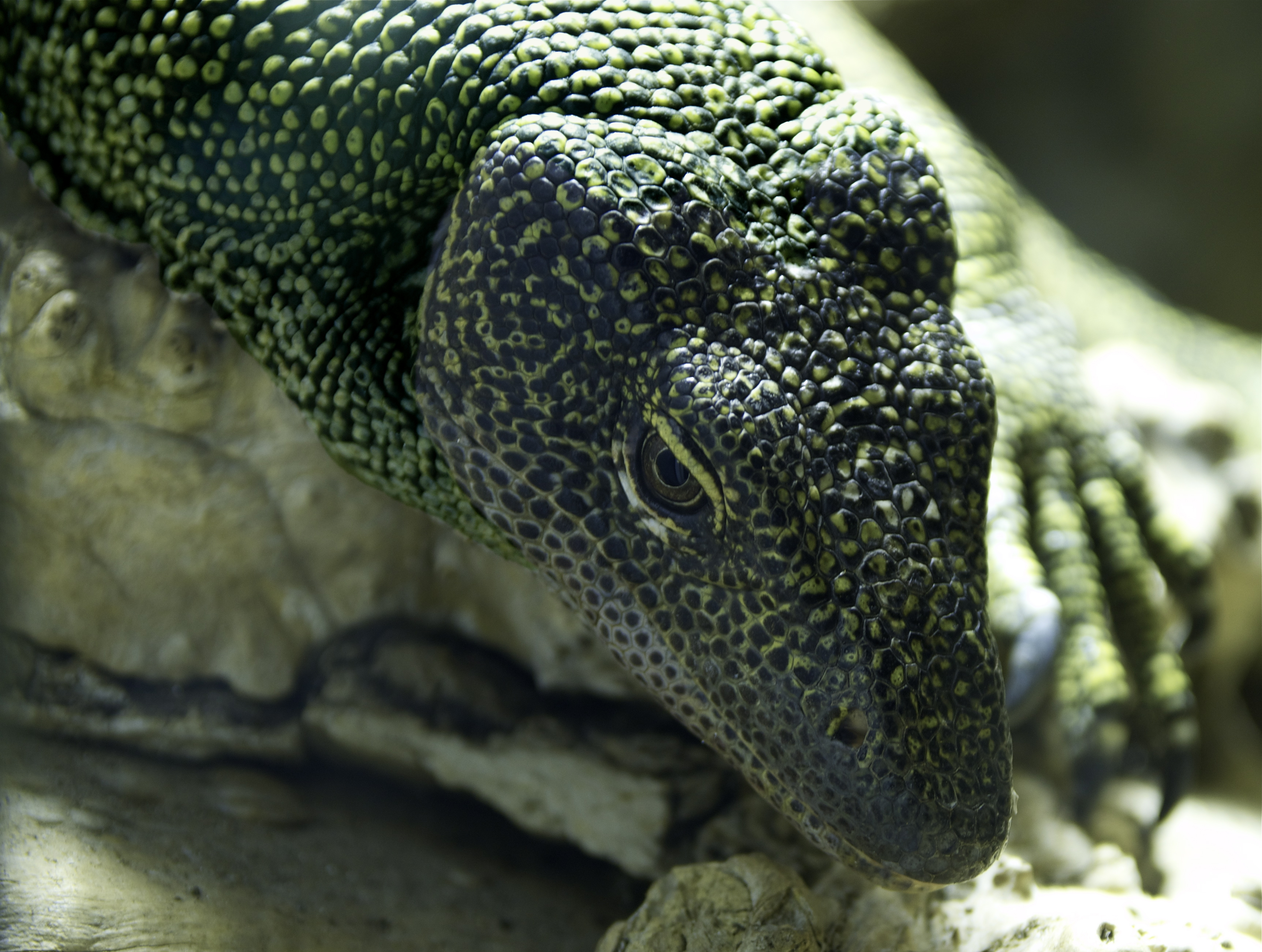
Cap de Varanus indicus al Museu Nacional d'Història Natural de París

Varanus indicus és de color verd fosc o negre i està cobert de taques de color groc daurat, amb una coloració clara a la part superior del cap i un ventre de color crema sense marques fosques. Té una clara llengua morada fosca i dents de serrades. Varanus indicus assoleix diferents mides en diferents parts de la seva àrea de distribució, però poques vegades supera els 1,5 metres de longitud total. L'herpetóleg australià Harold Cogger dona una longitud total de 100 cm per als espècimens d'Austràlia. la cua és gairebé dues vegades la longitud del cos i està comprimida lateralment per ajudar en la natació. Igual que la resta del cos del llangardaix està cobert d'escates petites, ovalades i amb forma de quilla.
Aquest varà té la capacitat d'augmentar la mida de la boca mitjançant la difusió de l'aparell hioide i deixant caure la mandíbula inferior per tal de menjar la presa gran, un procés similar en aparença a la de les serps, malgrat la mandíbula del monitor manglar roman rígid. Varanus indicus posseeix un òrgan de Jacobson que utilitza per detectar les seves preses, ficant la seva llengua per a recollir les olors i posant-les en contacte amb l'òrgan, quan la llengua es retreu.
Varanus indicus és una de dues espècies del gènere Varanus, l'altra és Varanus semiremex, que posseeixen glàndules de sal nasals, que els permeten sobreviure en condicions d'aigua salada i consumir preses marines. La presència d'aquesta glàndula probablement permet als monitors per arribar a noves illes i ajuda en la seva dispersió per tot el Pacífic.

## Ecologia
El rang de distribució de Varanus indicus s'estén per tota Austràlia, Nova Guinea, les Illes Salomó, les Illes Marshall, les Illes Carolines i les Mariannes, on habita en boscos humits prop de rius costaners, manglars i llacs interiors permanents. També passa a les illes Moluques de Morotai, Ternate, Halmahera, Obi, Buru, Ambon, Haruku i Seram. Dins d'aquesta rang de milers de quilòmetres al llarg de centenars d'illes que hi ha una gran quantitat de variació en la grandària, forma i escamació. Varanus indicus també s'han introduït al Japó a partir de 1940. Igual que la introducció del Japó, alguns herpetòlegs creuen que la dispersió d'aquest animal de les Índies Orientals a les illes petites del Pacífic es va veure facilitada pels polinesis amb la finalitat de proporcionar un subministrament de carn. Tanmateix, altres científics sostenen que això no és probable que Varanus indicus podria competir amb l'home pels aliments, creixen lentament i produeixen poca carn.
Varanus indicus és un carnívor oportunista que s'alimenta dels ous de rèptils i aus, mol·luscs, rosegadors, insectes, crancs, llangardaixos petits, peixos i carronya. Els monitors manglars són l'únic monitor capaç d'atrapar peixos en aigües profundes. En algunes parts de la seva àrea de distribució se sap que mengen cocodrils joves.
Un estudi realitzat l'any 1993 va mostrar que a les Illes Mariannes del Sud Varanus indicus canvià els tipus de preses quan la seva presa normal començar a disminuir. Està documentat que Varanus indicus menjava musaranyes a Guam, però la introducció de Boiga irregularis va conduir a la disminució del nombre de musaranyes, que va portar als varans a adoptar una dieta basada en invertebrats i d'escombraries humanes.
L'espècie té dimorfisme sexual, els exemplars masculins adults a Guam tenen tres vegades la massa de les femelles madures. Els mascles lluiten per les femelles i en una observació, després de muntar la femella, el mascle utilitza la barbeta per fregar el dors del cap i els quarts davanters de la femella.
Les femelles de Varanus indicus ponen 2-12 ous que mesuren de 3,5 a 5 cm de longitud. Els ous allargats són blancs, i desclouen en uns 7-8 mesos.
El parc zoològic de reptilians a Vlissingen, Països Baixos, ha informat sobre la posta d'una femella que no havia estat mai en contacte amb un mascle de la mateixa espècie.

## Contacte amb els humans
Els éssers humans han introduït Varanus indicus a una sèrie d'illes del Pacífic des de 1930. Han estat presents en ifaluk a les Illes Carolines occidentals després de la Segona Guerra Mundial. Els japonesos van introduir els llangardaixos al Marshall Illes abans de la 2a Guerra Mundial per eliminar les rates;. dels llangardaixos florir i aviat van començar a atacar els galliners locals. A l'arribada de les tropes nord-americanes, els vilatans els van demanar ajuda a desfer-se dels Varanus indicus. La resposta dels EUA va ser introduir Bufo marinus, que va resultar ser tòxic per als llangardaixos. A mesura que la població de Varanus indicus es va reduir, però, la població de rates van començar a pujar. Marine gripaus van ser introduïts a les illes Palau una raó similar, i la desaparició de Varanus indicus portà a un augment en el nombre d'escarabats se sap que són perjudicials als cocos.
Varanus indicus és caçat en molts llocs de la pell que s'utilitza per al cuir en la fabricació de parxes de tambor. Encara que el volum de comerç internacional d'aquesta espècie és petit, Mertens s'ha referit a ell com un dels llangardaixos més explotats. El 1980 es declarà un comerç de més de 13.000 exemplars. No obstant això, en molts llocs remots que s'utilitzen com a font d'aliment i moren per la seva reputació per aprofitar-se dels animals domèstics. Hi ha un grup ètnic a Guam que menja Varanus indicus com un aliment tradicional i hi ha un negoci allà que ven monitors dels aliments.
El Servei d'Inspecció Vegetal del United States Department of Agriculture, va anunciar que va a utilitzar una combinació de dos verins, difacinona i brodifacoum, per matar els rosegadors a l'Illa del Coco. També tractaran de reduir la població del monitor del mangle a l'illa de Cocos en un 80%, utilitzant una gran varietat de mètodes de captura proposats pel herpetólogo Seamus Ehrhard, ja que es creu que el llangardaix depreda a Gallirallus owstoni. La majoria dels vilatans, però, no perceben Varanus indicus com una espècie invasora i alguns activistes s'oposen a l'intent de reduir la població de l'Illa del Coco.
Varanus indicus són sovint mantinguts en zoològics i col·leccions privades, ja que és un animal actiu, que generalment es pot gestionar si és domat correctament. La majoria dels espècimens defequen quan s'estressa. Amb la cura adequat que pot viure fins a 20 anys en captivitat.